# Heinrich Moshage
Heinrich Friedrich Moshage (* 12. November 1896 in Osnabrück; † 10. März 1968 in Düsseldorf) war ein deutscher Bildhauer, Holzschnitzer, Zeichner und Medailleur.

## Leben
Nach einer vierjährigen Lehrzeit bei einem Holzbildhauer studierte Moshage von 1912 bis 1926 bei Heinrich Waderé an der Kunstgewerbeschule München. Zwischendurch setzte er ab 1919 seine Studien als Holzschnitzer fort an der bekannten Holzschnitzschule Bad Warmbrunn bei Cirillo Dell’Antonio. Nach 1926 war er bis 1931 Schüler bei Joseph Wackerle an der Akademie der Bildenden Künste München. In den 1920er Jahren gehörte er in München zu jenen Künstlern, die die zahlreichsten Jahresplaketten für die Kunstgießerei „Lauchhammer Kunstguss GmbH“ entwarfen.
Studienreisen machte er nach Frankreich, Belgien, Italien und Österreich, bis er 1932 endgültig nach Düsseldorf übersiedelte. Später arbeitete er als Bildhauer in Düsseldorf und München.
In der Zeit des Nationalsozialismus war Moshage Mitglied der Reichskammer der bildenden Künste. Für diese Zeit ist seine Teilnahme an 13 Gruppenausstellungen sicher belegt, darunter 1943 und 1944 die Große Deutsche Kunstausstellung in München.
Moshage war ein Meister der Medaille und der Porträtplastik. Besonders hat er sich um die Wiederbelebung des künstlerischen Eisengusses verdient gemacht. So arbeitete er besonders gut mit der Eisengießerei Buderus zusammen. Auf Moshages Anregung hin entschloss sich Buderus im Jahr 1950, in Hirzenhain eine Kunstgießerei einzurichten. Seine Werke befinden sich heute in Galerien und staatlichen Sammlungen des In- und Auslands.
Noch immer lassen Bergwerke und Bergwerksmuseen die 1,30 Meter hohe Statue der Heiligen Barbara gießen, deren Form Moshage bereits 1930 entworfen hatte.

## Ausstellungen (Auswahl)
- Juni–August 2007: Heinrich Moshage: Zeichnungen und Plastiken. Städtisches Museum Kalkar